# Ruppiafamilie
De ruppiafamilie (Ruppiaceae) is een familie van eenzaadlobbige bloeiende planten. Het zijn kruidachtige, submerse waterplanten, die in vers, brak en zilt water te vinden zijn. De familie kent een kosmopolitische verspreiding.
Het enige geslacht in de familie is ruppia (Ruppia), waarvan twee soorten in Nederland voorkomen.
- snavelruppia (Ruppia maritima)
- spiraalruppia (Ruppia cirrhosa)

Vroeger werd het geslacht ruppia ingedeeld bij de fonteinkruidfamilie, later onder het Cronquist-systeem werd het een familie in de orde Najadales. In het APG II-systeem vormt het een aparte familie in de orde Alismatales. Er bestaat nog volop discussie over het aantal soorten dat in de familie onderscheiden moeten worden: ten minste één en hoogstens tien.